# アンリ・ドゥ・リュバック
アンリ・ドゥ・リュバック（フランス語: Henri de Lubac, 1896年2月20日 - 1991年9月4日）は、フランスのカトリック教会の枢機卿であり神学者である。

## 生涯
1896年、北部フランスの町カンブレーに生まれる。1913年にイエズス会に入会し、1917年には第一次世界大戦に従軍、第二次世界大戦の際には対独抵抗運動に参加した。仏教にも強い関心を示し、自らの神学書にその影響を反映させた。第2バチカン公会議にも参加し、「古代教会の復活こそ現代教会の活性化に一役買う」と主張した。1983年に教皇ヨハネ・パウロ2世によって枢機卿に任命された。1991年に95歳で亡くなった。

## 主な著書
- Catholicisme, les aspects sociaux du dogme　1938年
- Sources chrétiennes　1943年　共著
- Surnaturel. Études historiques　1946年
- Le Fondement théologique des missions　1946年
- Aspects du bouddhisme 　第1巻　1951年
- Amida (Aspects du bouddhismeの第2巻)　1955年